# Herbert Wolf (Germanist)
Herbert Wolf  (* 10. November 1930 in Dresden; † 18. Februar 2017 in Goßfelden) war ein deutscher Germanist, Sprachhistoriker und Hochschullehrer.

## Leben
Nach der Promotion zum Dr. phil. am 11. Dezember 1957 an der Philipps-Universität Marburg und Habilitation 1966 ebenda wurde er Professor in Marburg 1971.

## Schriften (Auswahl)
- Studien zur deutschen Bergmannssprache in den Bergmannsliedern des 16.–20. Jahrhunderts, vorwiegend nach mitteldeutschen Quellen. Tübingen 1958, OCLC 1153176701.
- Die Sprache des Johannes Mathesius. Philologische Untersuchung frühprotestantischer Predigten. Einführung und Lexikologie. Köln 1969, OCLC 186029967.
- Martin Luther. Eine Einführung in germanistische Luther-Studien. Stuttgart 1980, ISBN 3-476-10193-2.
- Germanistische Luther-Bibliographie. Martin Luthers deutsches Sprachschaffen im Spiegel des internationalen Schrifttums der Jahre 1880–1980. Heidelberg 1985, ISBN 3-533-03724-X.